# Metacharis ptolomaeus
Metacharis ptolomaeus är en fjärilsart som beskrevs av Fabricius 1893. Metacharis ptolomaeus ingår i släktet Metacharis och familjen Riodinidae. Inga underarter finns listade i Catalogue of Life.